# Rue des Trois-Journées
La rue des Trois-Journées ou des 3-Journées (en occitan : carrièra de las Tres Gloriosas) est une voie de Toulouse, chef-lieu de la région Occitanie, dans le Midi de la France.

## Situation et accès

### Description
La rue des Trois-Journées est une voie publique. Elle se trouve au nord du quartier Saint-Georges.
Elle naît à l'est de la place du Président-Thomas-Woodrow-Wilson, dans l'axe de la rue Lafayette. Longue de seulement 137 mètres, large de 9 mètres, elle est parfaitement rectiligne et orientée à l'est. Elle reçoit la rue Labéda, au sud, avant de déboucher sur le boulevard Lazare-Carnot.
La chaussée compte une seule voie de circulation automobile en sens unique, de la place du Président-Thomas-Woodrow-Wilson vers la rue Labéda dans sa première partie, et du boulevard Lazare-Carnot vers la rue Labéda dans sa deuxième partie. Elle appartient à une zone de rencontre et la vitesse y est limitée à 20 km/h. Il n'existe ni bande, ni piste cyclable, quoiqu'elle soit à double-sens cyclable.

### Voies rencontrées
La rue des Trois-Journées rencontre les voies suivantes, dans l'ordre des numéros croissants (« g » indique que la rue se situe à gauche, « d » à droite) :
1. Place du Président-Thomas-Woodrow-Wilson
2. Rue Labéda (d)
3. Boulevard Lazare-Carnot

### Transports
La rue des Trois-Journées est parcourue et desservie, entre la place du Président-Thomas-Woodrow-Wilson et la rue Labéda, par la navette Ville. Elle se trouve par ailleurs à proximité immédiate des allées Jean-Jaurès et du Président-Franklin-Roosevelt, où se trouve la station Jean-Jaurès, au croisement des deux lignes de métro  et . En correspondance se trouvent, sur les boulevards de Strasbourg et Lazare-Carnot, les arrêts des lignes de Linéo L1L8L9L14 et de bus 152329Aéroport.
Plusieurs stations de vélos en libre-service VélôToulouse se trouvent sur le boulevard Lazare-Carnot : les stations no 20 (69 boulevard Lazare-Carnot) et no 21 (63 boulevard Lazare-Carnot).

## Odonymie
Le nom de la rue des Trois-Journées célèbre les journées révolutionnaires des 27, 28 et 29 juillet 1830 – les « Trois Glorieuses » –, qui ont vu le peuple de Paris révolté renverser la monarchie de la Restauration et le roi Charles X partir en exil au Royaume-Uni. La rue ayant été justement tracée et aménagée durant l'année 1830, elle ne porta jamais d'autre nom.

## Histoire
Entre les mois de juin et octobre 2020, la première partie de la rue, entre la place du Président-Thomas-Woodrow-Wilson et la rue Labéda, est fermée à la circulation, afin de permettre aux cafés qui bordent la rue d'étendre leur terrasse sur la chaussée réservée normalement à la circulation : il s'agit alors, pour la mairie, d'une mesure qui doit soutenir l'activité des établissements qui ont souffert du premier confinement, à la suite de la pandémie de COVID-19.

## Patrimoine et lieux d'intérêt

### Immeubles de la place Wilson
- no  1 : immeuble.  Inscrit MH (1974, façades et toitures)[3]. 
L'immeuble, de style néoclassique, est construit entre 1824 et 1834 sur les plans de Jacques-Pascal Virebent, dans le cadre du programme d'aménagement des actuelles place du Président-Thomas-Woodrow-Wilson et allées du Président-Franklin-Roosevelt. 
L'immeuble se situe à l'angle de la place du Président-Thomas-Woodrow-Wilson (actuel no 20). La façade en retour, sur la rue des Trois-Journées, s'élève sur quatre niveaux et se développe sur huit travées. Le rez-de-chaussée et l'entresol sont réunis par de grandes arcades de boutique voûtées en berceau, qui alternent avec des ouvertures rectangulaires superposées plus étroites. Les fenêtres des étages sont rectangulaires et mises en valeur par un ressaut. Celles du 1er étage sont de plus surmontées d'une corniche et pourvues d'un faux garde-corps à balustres. Un bandeau d'attique surmonte l'élévation[4].

- no  2 : immeuble ; cinéma Pathé Wilson.  Inscrit MH (1974, façades et toitures)[5]. 
L'immeuble, de style néoclassique, est construit entre 1824 et 1834 sur les plans de Jacques-Pascal Virebent, dans le cadre du programme d'aménagement des actuelles place du Président-Thomas-Woodrow-Wilson et allées du Président-Franklin-Roosevelt. Il est aujourd'hui en partie occupé par les salles du cinéma Pathé Wilson.
L'immeuble se situe à l'angle de la place du Président-Thomas-Woodrow-Wilson (actuel no 1). La façade en retour, sur la rue des Trois-Journées, s'élève sur quatre niveaux et se développe sur sept travées. Le rez-de-chaussée et l'entresol sont réunis par de grandes arcades de boutique voûtées en berceau, qui alternent avec des ouvertures rectangulaires superposées plus étroites. Les fenêtres des étages sont rectangulaires et mises en valeur par un ressaut. Celles du 1er étage sont de plus surmontées d'une corniche et pourvues d'un faux garde-corps à balustres. Un bandeau d'attique surmonte l'élévation[6].

### Autres immeubles
- no  4 : hôtel des ventes. 
L'hôtel des ventes est construit entre 1896 et 1899 pour le compte de J.-M. Mariteau, entre la rue des Trois-Journées et la rue Labéda (actuel no 8). Il devenait ainsi l'unique salle de ventes de la ville, utilisée par quatre commissaires-priseurs indépendants. Le bâtiment présente sur la rue des Trois-Journées sa façade principale. Le bâtiment est surélevé d'un deuxième étage en 1957 par les architectes Paul et Pierre Glénat – un projet de surélévation de cinq étages avait été refusé l'année précédente[7]. La salle des ventes ferme en 2004[8].

- no  5-7 : Résidence Cap Wilson.
C'est sur une vaste parcelle entre les allées du Président-Franklin-Roosevelt, le boulevard Lazare-Carnot et la rue des Trois-Journées qu'est élevée entre 1969 et 1972, sur les plans des architectes Bernard Bachelot et Alexis Daure, la Résidence Cap Wilson. De style moderne, la structure du bâtiment est en béton[9].